# Николаевка (Леовский район)
Николаевка (рум. Nicolaevca) — село в Леовском районе Молдавии. Наряду с селом Новые Хэнэсены входит в состав коммуны Новые Хэнэсены.

## География
Село расположено на высоте 39 метров над уровнем моря.

## Население
По данным переписи населения 2004 года, в селе Николаевка проживает 61 человек (28 мужчин, 33 женщины).
Этнический состав села:
| Национальность | Число жителей | Процентный состав |
| -------------- | ------------- | ----------------- |
| молдаване      | 59            | 96.72             |
| украинцы       | 1             | 1.64              |
| румыны         | 1             | 1.64              |
| Всего          | 61            | 100%              |